# Kupa na Sŭvet·skata armiya 1962-1963
La Coppa dell'Esercito sovietico 1962-1963 è stata la 18ª edizione di questo trofeo, e la 23ª in generale di una coppa nazionale bulgara di calcio,  terminata il 10 settembre 1963. Lo Slavia Sofia ha vinto il trofeo per la seconda volta.

## Sedicesimi di finale
| Squadra 1            | Risultato       | Squadra 2         |
| -------------------- | --------------- | ----------------- |
| 16 dicembre 1964     |                 |                   |
| Slavia Sofia         | 4 – 2           | Sliven            |
| Asenovec             | 0 – 2           | Botev Plovdiv     |
| Lokomotiv Ruse       | 1 – 1 (4-3 dtr) | Spartak Varna     |
| Marek Dupnica        | 6 – 0           | Chirpan           |
| Lokomotiv Sofia      | 6 – 0           | Hebăr Pazardžik   |
| Spartak Plovdiv      | 4 – 0           | Ludogorec         |
| Milenkov Pazardzhik  | 2 – 5           | Černo More Varna  |
| Korabostroitel Varna | 0 – 0 (1-2 dtr) | Beroe             |
| Dimitrovgrad         | 2 – 0           | Tundzha Yambol    |
| Montana              | 0 – 1           | Levski Sofia      |
| Dorostol Silistra    | 0 – 1           | Spartak Sofia     |
| Dunav Ruse           | 1 – 0           | Liteks Loveč      |
| Arda Kărdžali        | 1 – 2           | CSKA Sofia        |
| FK Etăr              | 3 – 1           | Dobrudža          |
| Spartak Pleven       | 5 – 0           | Čavdar Byala      |
| Septemvri Sofia      | 2 – 3           | Lokomotiv Plovdiv |

## Ottavi di finale
| Squadra 1        | Totale          | Squadra 2         | Andata | Ritorno |
| ---------------- | --------------- | ----------------- | ------ | ------- |
| Slavia Sofia     | 3 – 1           | Beroe             | 1 - 1  | 2 - 0   |
| Botev Plovdiv    | 10 – 0          | Lokomotiv Ruse    | 9 - 0  | 1 - 0   |
| Marek Dupnica    | 5 – 3           | Spartak Plovdiv   | 3 - 1  | 2 - 2   |
| Černo More Varna | 3 – 1           | Lokomotiv Sofia   | 0 - 0  | 3 - 1   |
| Dunav Ruse       | 5 – 2           | Lokomotiv Plovdiv | 3 - 0  | 2 - 2   |
| Spartak Sofia    | 3 – 3 (5-3 dtr) | Spartak Pleven    | 2 - 0  | 1 - 3   |
| Dimitrovgrad     | 3 – 5           | Levski Sofia      | 1 - 4  | 2 - 1   |
| CSKA Sofia       | 1 – 1 (4-3 dtr) | FK Etăr           | 0 - 0  | 1 - 1   |

## Quarti di finale
| Squadra 1     | Totale | Squadra 2        | Andata | Ritorno |
| ------------- | ------ | ---------------- | ------ | ------- |
| Marek Dupnica | 5 – 6  | Slavia Sofia     | 3 - 2  | 2 - 4   |
| Botev Plovdiv | 3 – 1  | Černo More Varna | 2 - 0  | 1 - 1   |
| Dunav Ruse    | 1 – 3  | Levski Sofia     | 1 - 0  | 0 - 3   |
| Spartak Sofia | 2 – 1  | CSKA Sofia       | 1 - 0  | 1 - 1   |

## Semifinali
| Squadra 1                     | Totale | Squadra 2     | Andata | Ritorno |
| ----------------------------- | ------ | ------------- | ------ | ------- |
| 11 agosto 1965/25 agosto 1965 |        |               |        |         |
| Slavia Sofia                  | 3 – 1  | Levski Sofia  | 3 - 1  | 0 - 0   |
| Botev Plovdiv                 | 4 – 2  | Spartak Sofia | 1 - 1  | 3 - 1   |

## Finale
| Arbitro: | Atanas Stavrev |

|                |           |  |
| Mishev 11’ 62’ | Marcatori |  |